# Randhir Kapoor
Randhir Kapoor (hindi: रणधीर कपूर, punjabi: ਰਣਧੀਰ ਕਪੂਰ) (Bombay, 15 febbraio 1947) è un attore, regista e produttore cinematografico indiano, soprannominato Daboo.

## Biografia
Proviene dalla celebre famiglia Kapoor ed è il figlio maggiore di Raj Kapoor.
Randhir Kapoor ha debuttato come attore e regista nel 1971 con il film Kal Aaj Aur Kal, in cui recitava anche sua moglie Babita, suo padre e suo nonno Prithviraj Kapoor. Il film si rivelò un discreto successo, a cui seguirono due importanti successi al box office: Jawani Diwani e Raampur Ka Lakshman entrambi del 1972.
Dopo il film del 1984, Khazana, Kapoor abbandona la recitazione per dedicarsi completamente alla regia ed alla produzione. Tuttavia nel 1999 ritorna a recitare nel film Mother, a cui segue, dopo una nuova lunga pausa Armaan nel 2003.
Nel 1991 dirige il film Henna, rilevando il compito lasciato a metà da suo padre, morto durante le riprese. Per tale lavoro, Kapoor ottiene una nomination ai Filmfare Award come miglior regista.
Nel 1996 è il produttore di PremGranth, che rappresenta il debutto come regista di suo fratello minore Rajiv, e nel 1999 produce anche Aa Ab Laut Chalen, che rappresenta il debutto come regista di suo fratello Rishi. Anche le sue figlie sono due affermate attrici: Karisma Kapoor e Kareena Kapoor, entrambe avute da Babita.

## Filmografia

### Attore
- Harjaee, regia di Ramesh Behl (1981)